# 布里扬·乔鲍
布里扬·乔鲍（匈牙利語：Burján Csaba，1994年9月27日—）生于佩奇，是一名匈牙利男子短道速滑运动员。

## 生平
2004年，他在参加学校举行的一场冰球比赛期间被一名短道速滑教练发掘，此后他开始练习短道速滑，六年后，他加入了匈牙利国家队。

## 争议
2019年12月2日，布里扬随国家队赴中国上海参加2019–20赛季短道速滑世界杯时，因不满上海机场边检等待时间过长，便在社交媒体中以粗口辱骂中国，他的言论引发国家队的中国籍教练张晶的不满，后者决定向匈牙利国家滑冰协会递交辞呈。不久后，匈牙利国家滑冰协会发表声明，称布里扬的言论令人无法接受，并就此表达歉意，协会同时也表示不接受张晶的辞呈，并准备和她进行谈判。布里扬本人也就自己的言论向张晶致歉，事后，他被匈牙利队领队遣返回国，等候纪律处分。2020年2月5日，匈牙利国家滑冰协会宣布对布里扬实施禁赛一年的处罚，禁赛期于2020年12月结束。